# Gare de Laroche - Migennes
Pour les articles homonymes, voir Gare de La Roche (homonymie).
La gare de Laroche - Migennes est une gare ferroviaire française de la ligne de Paris-Lyon à Marseille-Saint-Charles, située sur le territoire de la commune de Migennes, à proximité de Laroche-Saint-Cydroine, dans le département de l'Yonne, en région Bourgogne-Franche-Comté.
Elle est mise en service en 1849 par la Compagnie du chemin de fer de Paris à Lyon. Aujourd'hui, c'est une gare de la Société nationale des chemins de fer français (SNCF).

## Situation ferroviaire
Établie à 87 mètres d'altitude, la gare de Laroche - Migennes est située au point kilométrique (PK) 154,874 de la ligne de Paris-Lyon à Marseille-Saint-Charles, entre les gares voyageurs de Joigny et de Saint-Florentin - Vergigny. C'est une gare de bifurcation avec la ligne de Laroche-Migennes à Cosne qui permet notamment de rejoindre la gare d'Auxerre-Saint-Gervais.

## Histoire
À la suite des difficultés financières de la Compagnie du chemin de fer de Paris à Lyon, l'État a dû racheter la ligne de Paris à Lyon après la révolution de 1848 et terminer les travaux.
La gare est mise en service le 12 août 1849, sous le nom de « Gare de La Roche », lors de l’ouverture de la section de ligne Paris – Tonnerre par l'État qui, après avoir effectué les travaux, rétrocède cette voie en 1852 à la Compagnie du chemin de fer de Paris à Lyon (PL). La gare entre, avec la ligne, dans le giron de la Compagnie des chemins de fer de Paris à Lyon et à la Méditerranée (PLM) lors de sa création en 1857.
Son implantation à mi-chemin entre Paris et Dijon correspondait à l'autonomie des locomotives à vapeur de l'époque. Sa fonction de dépôt relais a déterminé l'importance de cette gare bien plus que la taille des villes desservies. La gare et ses activités ont été à l'origine du développement de la ville de Migennes avec d'importantes arrivées de populations.

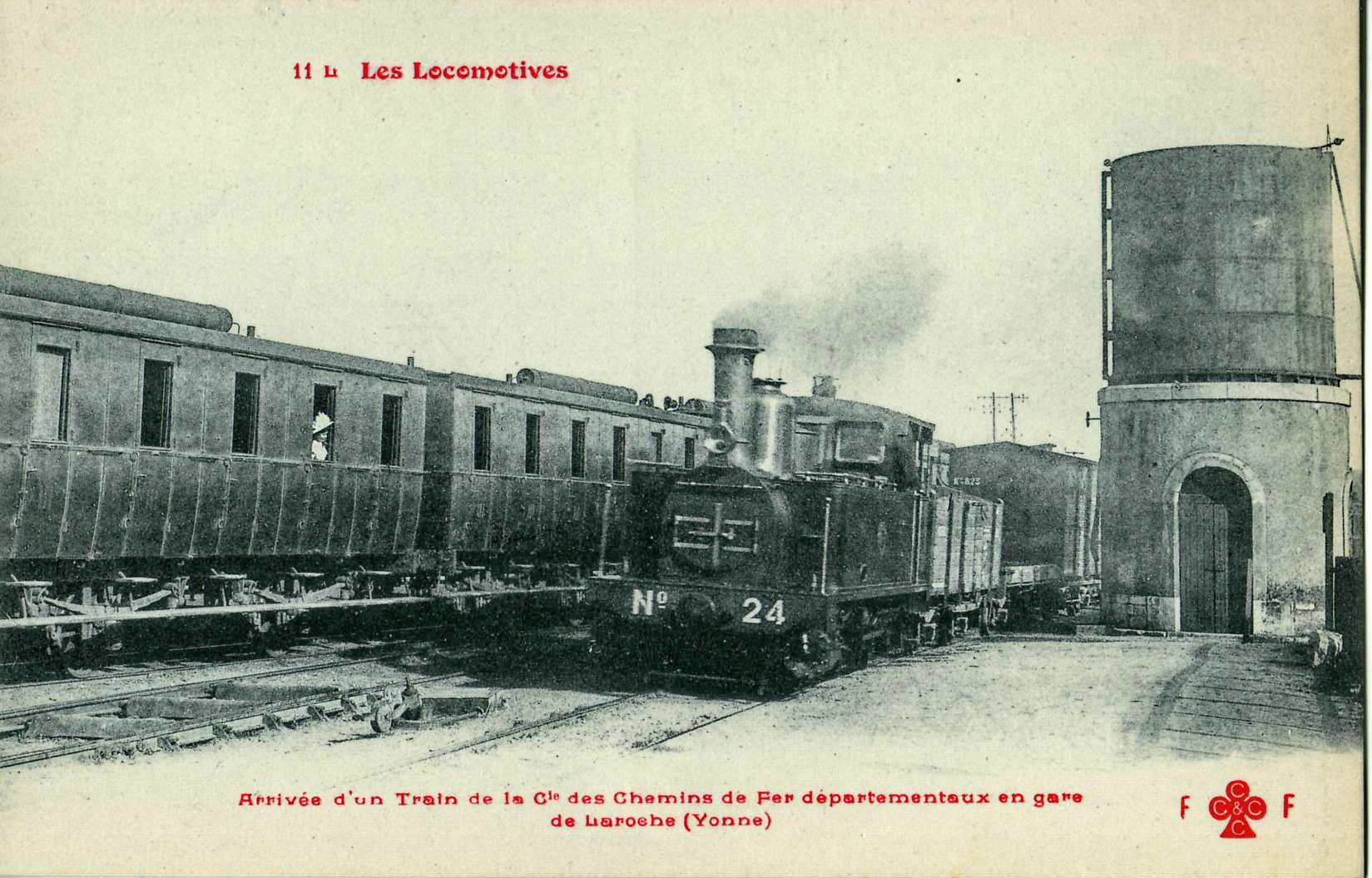
Rame du Tacot du Serein tractée par la locomotive no 24 entrant en gare.

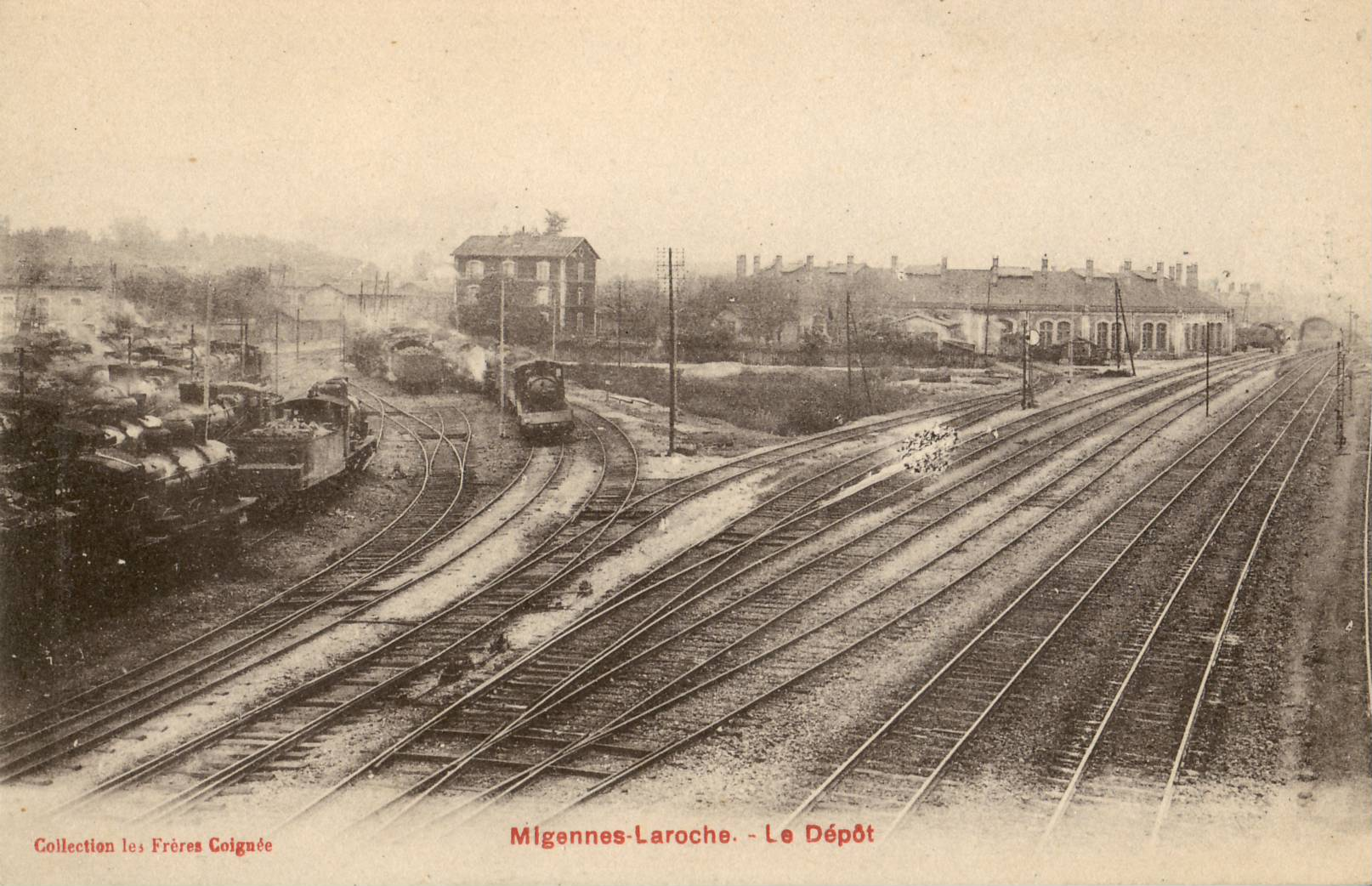
Le dépôt de Laroche - Migennes, avant la Première Guerre mondiale.

Le bâtiment de la gare est l'œuvre de l'architecte François-Alexis Cendrier, qui a aussi construit de nombreuses autres gares de la compagnie du PLM.
Elle fut également l'origine d'une ligne de chemin de fer secondaire à voie métrique exploité par les CFD, qui la reliait à L'Isle-sur-Serein - Angely, le Tacot du Serein (voir image ci-dessous).
Le 3 juin 1937, à la suite du mariage du duc de Windsor avec Wallis Simpson, le couple royal et sa suite y prennent l'Orient-Express. Malgré leur retard important dû à un pique-nique, le train avait attendu. Il ne restait que les 265 bagages à charger.
À la veille de la Seconde Guerre mondiale, la gare est devenue le troisième dépôt de France avec 1 500 cheminots qui y sont affectés. Deux des trois rotondes seront détruites ainsi que de nombreuses installations lors des bombardements de l’été 1944.

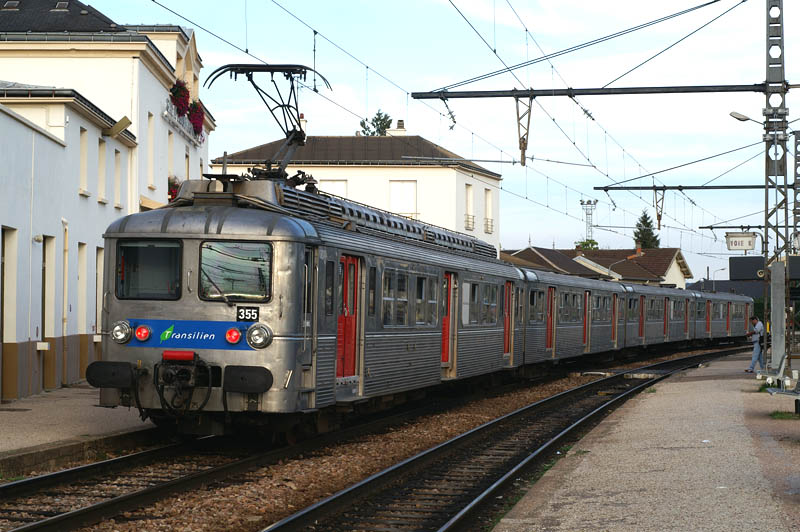
Bâtiment de la gare et train en 2006.

La fin de la traction par locomotive à vapeur puis la mise en service de la LGV Sud-Est en 1981 entre Paris et Lyon ont été à l’origine du ralentissement des activités ferroviaires.
Jusqu'au 14 décembre 2008, la gare était desservie par la ligne R du Transilien depuis la gare de Lyon et Melun.
Jusqu'au 10 décembre 2011, elle était également desservie, depuis 1999, par un « TGV Melun Yonne Méditerranée » effectuant la relation entre Melun et Marseille-Saint-Charles.
En 2016, le site regroupe des activités relevant de plusieurs branches : commercial, traction, circulation (postes d'aiguillages), infrastructure, maintenance légère et nettoyage de rames. On y trouve également la direction des lignes TER Bourgogne Nord[réf. souhaitée].

## Fréquentation
De 2015 à 2021, selon les estimations de la SNCF, la fréquentation annuelle de la gare s'élève aux nombres indiqués dans le tableau ci-dessous.
| Année                      | 2015    | 2016    | 2017    | 2018    | 2019    | 2020    | 2021    |
| -------------------------- | ------- | ------- | ------- | ------- | ------- | ------- | ------- |
| Voyageurs                  | 408 478 | 394 268 | 395 315 | 340 741 | 363 126 | 232 343 | 374 681 |
| Voyageurs et non voyageurs | 510 598 | 492 836 | 494 144 | 425 926 | 453 908 | 290 429 | 468 352 |

## Service des voyageurs

### Accueil
La gare dispose d'un bâtiment voyageurs, avec guichet, ouvert tous les jours. Elle est notamment équipée de distributeurs automatiques de billets TER et d'un espace d'attente. Divers services sont proposés comme des distributeurs de boissons, un point café et un point restauration.

### Desserte
Laroche - Migennes est une gare du réseau TER Bourgogne-Franche-Comté desservie par une trame relativement importante de trains régionaux, dont la desserte est cadencée depuis le 14 décembre 2008, composée des relations suivantes :
- Paris – Dijon (puis Lyon) ou Auxerre (puis Avallon ou Corbigny) ;
- Paris – Laroche - Migennes, circulant en alternance au départ de Paris-Gare-de-Lyon avec des trains de la ligne R du Transilien circulant jusqu'à Montereau, et desservant de plus nombreuses gares que les relations de l'item précédent ;
- Dijon – Auxerre.

### Intermodalité
Un parking pour les véhicules est aménagé côté Cheny. La gare est par ailleurs desservie par le réseau interurbain de la Bourgogne-Franche-Comté et dispose d'une station de taxis à la sortie côté Migennes.
Laroche - Migennes est desservie par des autocars TER de la relation vers Troyes via Saint-Florentin - Vergigny. Le départ s'effectue côté Cheny.